# 2022年7–9月イギリス保守党党首選挙
2022年7–9月イギリス保守党党首選挙（2022ねん7–9がつイギリスほしゅとうとうしゅせんきょ、英：July–September 2022 Conservative Party leadership election (UK)）は、2022年7月13日から9月5日にかけて行われたイギリス保守党の党首を決める選挙である。
同年7月7日に、ボリス・ジョンソンがイギリス首相と保守党党首の職を辞任する意向を表明したことにより、執行された。
投票の結果、リズ・トラスが新党首に選出され、3人目の女性首相に就任した（マーガレット・サッチャー、テリーザ・メイに続く）。

## 経緯

### 2019年：保守党党首選挙および総選挙
EU離脱（ブレグジット：Brexit）の協定締結に失敗したテリーザ・メイ首相の後任を決める2019年保守党党首選挙ではボリス・ジョンソン前外相が決選投票でジェレミー・ハントを破り当選すると共に首相兼第一大蔵卿に就任した。ジョンソンは年末に行われた総選挙で保守党を1987年以来の大勝に導き、2022年1月31日にイギリスはEUからの離脱を果たした。

### 2020年：COVID-19対応
2020年に始まる新型コロナウイルス感染症の拡大防止のためジョンソン政権は諸外国と同様に厳しい行動制限を設け、屋内での集まりにも制限を課したが、その時期に首相官邸を含む政府機関で複数の飲み会やクリスマスパーティーが開催されていたことが発覚し、しかもジョンソン自身もそこに参加していたことが判明。アメリカのウォーターゲート事件になぞらえてパーティーゲートと呼ばれ、国民からの強い反感を買った。

### 2022年6月：党首信任投票
2022年6月6日、保守党の1922年委員会のグレアム・ブレイディ委員長は党首信任投票の実施に必要な54通の書簡が集まったと発表、同日中に不信任投票が行われた。結果、保守党議員の過半数が信任票を投じ、ジョンソンの続投が決定した。しかし、4割以上の保守党議員が不信任を投じたことについて、ガーディアン紙は「予想以上の反乱」と評した。

### 2022年7月：院内副幹事長をめぐる説明の破綻
ジョンソンは2022年2月に保守党の院内副幹事長にクリス・ピンチャーを起用したが、6月29日に保守党の会員制クラブにて泥酔し、男性2人に対し痴漢行為を働いたため辞任。ピンチャーはそれ以前にも問題行為が指摘されていたが、ジョンソンはピンチャーを院内副幹事長に任命した2月の時点で過去の疑惑については報告を受けていなかったと釈明し、政権閣僚も同様の説明を繰り返した。
だが7月5日、ジョンソンが外相時代の2019年に外務政務次官だったピンチャーの不適切行為について直接説明されていたという証言が明らかになり、政府の説明は破綻。ジョンソンは説明が間違いだったと謝罪し、リシ・スナク財務相とサジド・ジャヴィド保健・社会福祉相が政権の体質を批判し相次いで辞任を表明するに至った。

### 辞任表明
党首信任投票を乗り切ったジョンソンは当初続投する意向を示していたが、主要閣僚や50人もの政府高官が相次いで辞任した事を受け、7月7日に首相及び保守党党首を辞任する意向を表明した。これを受け保守党の1922年委員会は同月11日に次期党首を選ぶ党首選挙の実施を決定し、翌12日に告示した。

## 選挙データ

### 党首
- 選挙時：ボリス・ジョンソン（第22代）
- 選挙後：リズ・トラス（第23代）

### 投票日
議員投票
- 1回目：2022年7月13日
- 2回目：2022年7月14日
- 3回目：2022年7月18日
- 4回目：2022年7月19日
- 5回目：2022年7月20日

党員投票
- 2022年7月22日 - 9月2日

### 選挙制度
- 決選投票

立候補には20人の推薦人を要する。党則上、現職のジョンソンは党首選挙に出馬することは出来ない。
7月13日の第1回議員投票では最低30票を獲得しないと次の投票に進めず、以降の投票では最下位の候補者が除外されていく。最終的には候補者を2人に絞り込み、決選投票の形で保守党党員約16万人による郵便投票が行われた。
投票方法
秘密投票、単記投票、1票制
選挙権
党所属庶民院議員、党員
被選挙権
党所属庶民院議員
有権者
- 党所属庶民院議員：358
- 党員　　　　　　：172,437

## 選挙活動

### 立候補者
以下の8名が、立候補した。
| ケミ・ベーデノック                                                    | スエラ・ブレイヴァーマン                  | ジェレミー・ハント                                        | ペニー・モーダント                                  |
|                                                                       |                                           |                                                           |                                                     |
| 庶民院議員（2期） 前地方自治・信仰・コミュニティ担当相（2021 - 2022） | 庶民院議員（3期） 法務長官（2020 - 現職） | 庶民院議員（5期） 下院保険・社会福祉委員長（2020 - 現職） | 庶民院議員（4期） 通商政策担当国務相（2021 - 現職） |
| 7月8日出馬表明                                                        | 7月6日出馬表明                            | 7月9日出馬表明                                            | 7月10日出馬表明                                     |
|                                                                       |                                           |                                                           |                                                     |

| リシ・スナク                              | リズ・トラス                                          | トム・トゥーゲンハート                          | ナディム・ザハウィ                      |
|                                           |                                                       |                                                 |                                         |
| 庶民院議員（3期） 前財務相（2021 - 2022） | 庶民院議員（4期） 外務・英連邦・開発相（2021 - 2022） | 庶民院議員（3期） 下院外交委員長（2017 - 現職） | 庶民院議員（4期） 財務相（2022 - 現職） |
| 7月8日出馬表明                            | 7月10日出馬表明                                       | 7月7日出馬表明                                  | 7月9日出馬表明                          |
|                                           |                                                       |                                                 |                                         |

### 立候補を断念した人物
立候補を表明した11名のうち、以下の3名は最終的には断念した。
| レマン・チシュティ              | サジド・ジャヴィド             | グラント・シャップス           |
|                                 |                                |                                |
| 庶民院議員（4期） 外務次官      | 庶民院議員（4期） 前保健相     | 庶民院議員（5期） 運輸相       |
| 7月10日出馬表明 7月12日辞退表明 | 7月9日出馬表明 7月12日辞退表明 | 7月9日出馬表明 7月12日辞退表明 |
|                                 |                                |                                |

## 選挙結果
2022年9月5日、党首選挙の最終結果が発表され、リズ・トラスが81,326票を獲得して1位となり当選人と決定した。これによりトラスが保守党新党首に選出された。
この結果を受けて前党首のボリス・ジョンソンは9月6日に首相と第一大蔵卿を辞職すると共に、新党首となったトラスがスコットランドのバルモラル城へ出向き、英国女王エリザベス2世と謁見して首相に任命され、トラス内閣が発足した。

### 候補者別得票数
| 候補者                   | 議員投票 | 議員投票 | 議員投票 | 議員投票 | 議員投票 | 議員投票 | 議員投票 | 議員投票 | 議員投票 | 議員投票 | 党員投票 | 党員投票 |
| 候補者                   | 1回目    | 1回目    | 2回目    | 2回目    | 3回目    | 3回目    | 4回目    | 4回目    | 5回目    | 5回目    | 党員投票 | 党員投票 |
| 候補者                   | 得票数   | 得票率   | 得票数   | 得票率   | 得票数   | 得票率   | 得票数   | 得票率   | 得票数   | 得票率   | 得票数   | 得票率   |
| ------------------------ | -------- | -------- | -------- | -------- | -------- | -------- | -------- | -------- | -------- | -------- | -------- | -------- |
| リズ・トラス             | 50       | 14.01%   | 64       | 17.98%   | 71       | 19.89%   | 86       | 24.23%   | 113      | 31.83%   | 81,326   | 57.38%   |
| リシ・スナク             | 88       | 24.65%   | 101      | 28.37%   | 115      | 32.21%   | 118      | 33.24%   | 137      | 38.59%   | 60,399   | 42.62%   |
| ペニー・モーダント       | 67       | 18.77%   | 83       | 23.31%   | 82       | 22.97%   | 92       | 25.92%   | 105      | 29.58%   |          |          |
| ケミ・ベーデノック       | 40       | 11.20%   | 49       | 13.76%   | 58       | 16.25%   | 59       | 16.62%   |          |          |          |          |
| トム・トゥーゲンハート   | 37       | 10.36%   | 32       | 8.99%    | 31       | 8.68%    |          |          |          |          |          |          |
| スエラ・ブレイヴァーマン | 32       | 8.96%    | 27       | 7.58%    |          |          |          |          |          |          |          |          |
| ナディム・ザハウィ       | 25       | 7.00%    |          |          |          |          |          |          |          |          |          |          |
| ジェレミー・ハント       | 18       | 5.04%    |          |          |          |          |          |          |          |          |          |          |
| 総計                     | 357      | 100.0%   | 356      | 100.0%   | 357      | 100.0%   | 355      | 100.0%   | 355      | 100.0%   | 141,725  | 100.0%   |
| 有効投票数（有効率）     | 357      | 100.0%   | 356      | 100.0%   | 357      | 100.0%   | 355      | 99.72%   | 355      | 99.44%   | 141,725  | 99.54%   |
| 無効票・白票数（無効率） | 0        | 0.00%    | 0        | 0.00%    | 0        | 0.00%    | 1        | 0.28%    | 2        | 0.56%    | 654      | 0.46%    |
| 投票者数（投票率）       | 357      | 99.72%   | 356      | 99.44%   | 357      | 99.72%   | 356      | 99.72%   | 357      | 99.72%   | 142,379  | 82.57%   |
| 棄権者数（棄権率）       | 1        | 0.28%    | 2        | 0.56%    | 1        | 0.28%    | 1        | 0.28%    | 1        | 0.28%    | 30,058   | 17.43%   |
| 有権者数                 | 358      | 100.0%   | 358      | 100.0%   | 358      | 100.0%   | 357      | 100.0%   | 358      | 100.0%   | 172,437  | 100.0%   |
| 出典：                   |          |          |          |          |          |          |          |          |          |          |          |          |